# Вівсянка сиза
Вівсянка сиза (Emberiza variabilis) — вид горобцеподібних птахів родини вівсянкових (Emberizidae).

## Поширення
Вид поширений на північному сході Азії. Гніздиться на півдні Камчатки, на Сахаліні, Курильських островах та у північній Японії. На зимівлю мігрує на південь Японії. Його природним середовищем існування є бореальні ліси та ліси помірного клімату.

## Підвиди
- E. v. variabilis (Temminck, 1836) — Сахалін, Південні Курили, Японія
- E. v. misicus (Kittlitz, 1858) — Північні Курили і Камчатка